# 이비스 버짓
이비스 버짓(영어: Ibis Budget)은 아코르가 소유한 프랑스의 저가 호텔 체인이다.